# Miss Vlaams-Brabant
Miss Vlaams-Brabant is de preselectie voor Miss België in Vlaams-Brabant. De winnares plaatst zich meteen voor de  finale van Miss België later dat jaar. De twee eredames kunnen hun plaats verdienen tijdens een aparte wedstrijd achter gesloten deuren waar ze vergeleken worden met de eredames uit de andere provincies. Ook worden regelmatig wildcards uitgereikt, aan deelnemers die niet in de top 3 strandden tijdens de provinciale verkiezing.

## Erelijst
| Jaar | Winnares               | Stad/Gemeente         | Opmerkingen                 |
| ---- | ---------------------- | --------------------- | --------------------------- |
| 2025 | Axana Carmoy           | Asse                  | 3e eredame Miss België 2025 |
| 2024 | Parnian Robatsarpooshi | Scherpenheuvel-Zichem | 4e eredame Miss België 2024 |
| 2023 | Emilie Vansteenkiste   | Elewijt               | Miss België 2023            |
| 2022 | Arlette Todut          | Beersel               |                             |
| 2021 | Thanaree Scheerlinck   | Wemmel                | 1e eredame Miss België 2021 |
| 2020 | Elize Baron            | Herent                | 5e eredame Miss België 2020 |
| 2019 | Shana Vanfraechem      | Diest                 |                             |
| 2018 | Didem Çelebi           | Wezembeek-Oppem       | Top 12 Miss België 2018     |
| 2017 | Anjejoline Stevens     | Landen                | Top 12 Miss België 2017     |
| 2016 | Rim Agoudan            | Overijse              |                             |
| 2015 | Mandy De Saeger        | Asse                  |                             |
| 2014 | Anissa Bondin          | Dworp                 | 1e eredame Miss België 2014 |
| 2013 | Melissa Vingerhoed     | Ottenburg             | 2e eredame Miss België 2013 |
| 2012 | Ginne Vander Weyen     | Holsbeek              |                             |
| 2010 | Lien Aernouts          | Averbode              | 1e eredame Miss België 2010 |
| 2009 | Aurélie Van Daelen     | Sint-Pieters-Leeuw    |                             |
| 2008 | Ellen Rollin           | Buizingen             | Top 10 Miss België 2008     |
| 2007 | Yasmine De Borger      | Zemst                 |                             |
| 2004 | Leen Hens              | Dilbeek               | 2e eredame Miss België 2004 |
| 2003 | Marilien Poelmans      | Zellik                | Top 5 Miss België 2003      |
| 2002 | Sara Brewaeys          | Asse                  |                             |
| 2001 | Lynn De Merlier        | Vilvoorde             | 2e eredame Miss België 2001 |